# Forgotten Rebels
Forgotten Rebels est un groupe canadien de punk rock, originaire d'Hamilton, en Ontario.

## Histoire
Le mouvement punk rock venait de naître lorsque quelques jeunes de Hamilton se sont réunis en août 1977. Mike Grelecki, chanteur et membre fondateur, a écrit ce qui suit à propos de la musique qui les a inspirés : « Les groupes qu'on admirait le plus étaient David Bowie, T. Rex, Gary Glitter et Sweet [...]. »
En été 1977, leur premier enregistrement, intitulé Burn the Flag, sort et, peu de temps après, l'EP Tomorrow Belongs to Us, composé de quatre titres, est publié. Cet enregistrement est réédité en format CD en 1998. Le titre de leur premier album, sorti en 1979, était In Love With the System. En 1981, Dave Mcghire rejoint le groupe en tant que batteur et le deuxième album This ain't Hollywood sort, avec la chanson punk-party Surfin on Heroin. Au début des années 1980, le groupe effectue plusieurs tournées avant de retourner en studio en 1985 pour enregistrer Boys Will be Boys et produire leur premier clip. En 1988, les Forgotten Rebels signent un contrat d'enregistrement avec Restless, Enigma et Capitol Records. En 1989, l'album Surfin on Heroin sort. Après un concert à Tijuana, au Mexique, le guitariste Mike « Taster » Mirabella quitte le groupe. Sa place à la guitare est prise par Jeff Campbell.
Suivirent quelques tournées jusqu'en 1994, l'enregistrement de l'album Criminal Zero et deux autres vidéos musicales pour les chansons The Hammer et Buried Alive. Par la suite, les Forgotten Rebels font également des tournées aux États-Unis et en Europe. Ils se sont notamment produits aux côtés de groupes comme The Clash, Ramones, The Cramps ou d'artistes comme Iggy Pop, Ian Hunter et Mick Ronson. Leurs derniers concerts ont lieu le 29 février 2020 au Call the Office de Londres, et le 20 juin 2020 au Warehouse Concert Hall, Saint Catharines, en Ontario. À la fin 2022, ils jouent au West Queen West Punk Fest,.

## Discographie

### Albums studio
- 1979 : In Love with the System
- 1981 : This ain’t Hollywood
- 1986 : The Pride and the Disgrace
- 1988 : Surfin’ on Heroin
- 1989 : Untitled
- 1994 : Criminal Zero
- 2000 : Nobodys Heros (EMI)
- 2011 : Live – Last Ones Standing

### EP
- 1977 : Burning the Flag
- 1978 : Tomorrow Belongs to Us
- 1985 : Boys Will be Boys

### Clips
- 1979 : Elvis is Dead
- 1980 : Eve of Destruction
- 1985 : Boys Will Be Boys
- 1989 : Rock n Roll is a Hard Life
- 1990 : Dizzy
- 1994 : The Hammer
- 1994 : Buried Alive
- 2002 : No Place to Hide